# Feminist Press
The Feminist Press est une maison d'édition féministe américaine indépendante à but non lucratif, basée à New York. Elle publie de la littérature féministe qui promeut la liberté d’expression, la justice sociale et l'émancipation des femmes.
Elle est fondée en 1970 pour remettre en question les stéréotypes de genre dans les livres, les écoles et les bibliothèques. La maison d'édition commence par publier des œuvres oubliées d'écrivaines telles que Zora Neale Hurston, Charlotte Perkins Gilman et Rebecca Harding Davis. Son catalogue comprend des livres d'écrivaines américaines d'origines et de classes diverses. The Feminist Press est la maison d'édition féministe la plus ancienne au monde.

## Fondation et histoire
En 1960, Florence Howe est assistante au Département de littérature anglaise au Goucher College (en), université pour les femmes au Maryland. Elle développe un programme d'études sur les femmes, champ disciplinaire émergent. Pour cela, elle a besoin d'avoir accès aux œuvres et biographies de féministes critiques. Ces écrits ne sont pas publiés. Les éditeurs universitaires et commerciaux ne s'y intéressent pas. En 1964, elle est enseignante pour les Freedom Schools à Baltimore, au Mississippi, un réseau d'écoles pour les enfants africains-américains. Le manque d'ouvrages scolaires non genrés et pour enfants de couleurs lui font défaut.
En 1970, la Baltimore Women's Liberation collecte des fonds pour créer une maison d'édition féministe : The Feminist Press. La maison d'édition est dirigée par Florence Howe jusqu'en 2000. Au printemps 1971, Florence Howe, professeure à l'Université d'État de New York, se consacre au développement de la maison d'édition avec l'aide des étudiantes. Le premier livre à être publié est un album pour enfants de Barbara Danish, Le Dragon et le Docteur en 1971. Le deuxième livre est proposé par Tillie Olsen. Il s'agit  dune nouvelle pour enfant publiée anonymement en 1861 : Life in the Iron Mills. S'ensuit la publication en 1972 de Rebecca Harding Davis, en 1973 d’Agnes Smedley, The Yellow Wallpaper de Charlotte Perkins Gilman. En 1990, ces œuvres sont incontournables de la littérature américaine et des programmes d'études sur les femmes. Elles font partie de l'Anthologie Norton de la littérature américaine. The Feminist Press permet d'avoir accès à des textes et des œuvres livres adaptés aux cours pour compléter les programmes dominés par les auteurs masculins.
En 1972, The Feminist Press devient une organisation 501(c)3. En 1975, elle emménage dans ses propres locaux : une maison sur le campus qui servait de logements. The Feminist Press crée un lieu de travail démocratique où le personnel siège au conseil d'administration qui prend toutes les décisions en matière de publication et de politique. Toutes les personnes salariées perçoivent la même rémunération.
La maison d'édition poursuit son programme de publication dans trois catégories : biographies féministes, réimpressions d'œuvres importantes d'écrivaines et livres pour enfants non genrés. Pour chaque catégorie, elle s'appuie sur des comités consultatifs composés d’écrivaines, d’universitaires et de féministes.
En 1972, The Feminist Press publie Women's Studies Newsletter en 1972. En 1981, elle est renommée Women's Studies Quarterly (en). La revue semestrielle est finalement nommée WSQ. Elle couvre des sujets thématiques sur les féminismes, le genre et les sexualités.
En 1973, la presse reçoit un financement de la Fondation Rockefeller pour étudier les manuels scolaires d'anglais et d'histoire du secondaire.
En 1975, la maison d'édition reçoit deux subventions importantes de la Fondation Ford et de la Carnegie Corporation pour lancer un projet qui va durer sept ans : Women's Lives/Women's Work. Il s'agit d'une série novatrice de 12 livres et guides pédagogiques pour compléter les manuels d'anglais et d'études sociales du secondaire. La série est publiée par The Feminist Press et l'éditeur McGraw-Hill Education.
The Feminist Press joue également un rôle pionnier dans le domaine des études féministes en fournissant du matériel pédagogique, des bibliographies, des répertoires et un bulletin d'information. Le Centre d'information sur les études sur les femmes, créé à l'époque, est la principale source d'information jusqu'à la fondation de la National Women's Studies Association en 1977.
En 1985, The Feminist Press déménage sur le campus du CUNY Graduate Center sur East Ninety-Fourth Street à Manhattan.
En 1991, The Feminist Press publie le premier volume de Women Writing in India: 600 B.C. to the Present. Le deuxième volume parait  en 1993. Entre entre 2003 et 2009, The Feminist Press publie Women Writing Africa, en 4 volumes. Florence Howe dirige la publication de ces deux sommes.
En 2016, la maison d'édition lance Amethyst Editions, un label queer dirigé par Michelle Tea qui défend les écrivaines queer et LGBTQ+ émergentes.
The Feminist Press mène également une politique éditoriale pour traduire des œuvres. Mars d'Asja Bakic est traduit par Jennifer Zoble . The Iliac Crest de Cristina Rivera Garza est  traduit par Sarah Booker. The Naked Woman d'Armonía Somer est traduit par Kit Maude. Pretty Things, un roman de Virginie Despentes traduit par Emma Ramadan, en 2019. La Bastarda de Trifonia Melibea Obono, écrivaine de Guinée équatoriale est traduit par Lawrence Schimel.

## Louise Meriwether First Book Prize
En 2017, The Feminist Press crée le Louise Meriwether First Book Prize. Il s'agit d'un prix littéraire pour les écrivaines émergentes et les auteurs non binaires de couleur, en partenariat avec le magazine littéraire TAYO.
- Though I Get Home, YZ Chin, 2017
- Knitting the Fog, Claudia D. Hernández, 2018
- The Names of All the Flowers, Melissa Valentine, 2019
- We Are Bridges, Cassandra Lane, 2020
- I’ll Give You a Reason, Annell López, 2023

## Prix et distinctions
En 2020, The Feminist Press est récipiendaire du prix Ivan Sandrof Lifetime Achievement Award, décerné par le National Book Critics Circle Awards.

## Directions scientifiques
- No More Masks : anthology of women’s poetry, New York : The Feminist Press, 1973
- Women Writing in India: 600 B.C. to the Present. 2 vol., New York : The Feminist Press, 1991-1993
- Women Writing Africa, 4 vol., New York : The Feminist Press, 1994-2009[9]